# Conservation de la quantité de mouvement
La conservation de la quantité de mouvement  est l'absence de variation, dans un référentiel inertiel, de la quantité de mouvement du centre d'inertie d'un système dans certaines situations physiques.
Mathématiquement, la quantité de mouvement, notée {\displaystyle {\vec {p}}}, est conservée lorsque sa variation instantanée est nulle   :
Ce principe est équivalent au principe d'inertie, mais fait intervenir la masse des corps (par définition {\displaystyle {\vec {p}}=m\,{\vec {v}}}), ce qui permet d'introduire la notion de force par Newton dans le cas où le mouvement n'est pas rectiligne uniforme : {\displaystyle {\vec {F}}={\frac {\mathrm {d} {\vec {p}}}{\mathrm {d} t}}}.

## Conditions

La quantité de mouvement du système reste la même alors que celles des masses prises individuellement varient.

Pour que la quantité de mouvement d'un système soit conservée, il est essentiel que la somme vectorielle des forces extérieures agissant sur le système soit nulle. 
À l'inverse, les forces internes dues aux collisions n'empêchent pas la conservation. Il est cependant important de considérer le milieu comme un système car la quantité de mouvement de chaque corps prise individuellement n'est pas conservée. C'est la somme vectorielle de chacune d'elles qui reste constante.

## Collisions

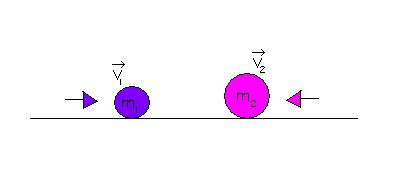
Avant une collision entre deux objets.

La conservation de la quantité de mouvement peut intervenir lors d'une collision entre deux ou plusieurs objets ou particules. Lorsqu'il y a conservation, l'addition vectorielle des quantités de mouvement de chaque corps faisant partie du milieu conserve la même valeur avant et après la collision. En ayant recours à ce principe, il n'est pas nécessaire de connaître les forces qui ont lieu lors de la collision. 
La quantité de mouvement se conserve dans trois types de collisions : 
- les collisions élastiques ;
- les collisions inélastiques ;
- les collisions parfaitement inélastiques.

### Les collisions élastiques

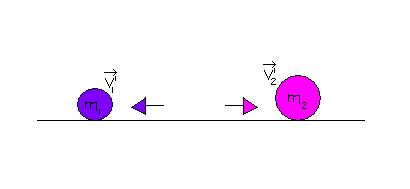
Après une collision élastique entre deux objets.

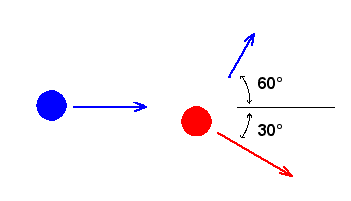
Si une balle entre en collision élastique avec une autre balle de même masse initialement au repos, l'angle séparant leurs deux trajectoires après la collision sera de 90°.

On parle de collision élastique  lorsque la somme des énergies cinétiques après la collision est égale à la somme des énergies cinétiques avant la collision. C'est une collision qui respecte le principe de conservation de l'énergie.

### Les collisions inélastiques
On parle de collision inélastique lorsque la somme des énergies cinétiques après la collision est différente de la somme des énergies cinétiques avant la collision. Ceci pourrait prendre place avec des balles de tennis. Une partie de l'énergie cinétique initiale sera transformée en chaleur lors de la déformation de la balle, ce qui explique la variation négative de l'énergie cinétique du système. 
Applications concrètes :
- Les joueurs de squash constatent régulièrement que leur balle est chaude après quelques actions de jeu.
- La formation des étoiles résulte de collisions inélastiques entre particules en grand nombre. Ces collisions provoquent un échauffement tel qu'une réaction thermonucléaire peut être initiée.

Le premier principe de la thermodynamique qui postule la conservation de la somme travail + chaleur reste respecté lors d'une collision et l'énergie cinétique perdue conduit à un transfert thermique.

### Les collisions parfaitement inélastiques
On parle de collision parfaitement inélastique lorsque le niveau d'énergie cinétique est plus bas que l'énergie cinétique qu'il y avait avant la collision. Durant cette collision, les deux objets s'unissent et se déplacent ensuite avec la même vitesse vectorielle. Par conséquent, on considère que les deux corps n'en forment plus qu'un à la suite de la collision. 

## Cas de non-conservation
Quand la quantité de mouvement d'un système n'est pas conservée, la raison en est attribuée à des forces externes qui ne se compensent pas. En mécanique newtonienne, le principe fondamental de la dynamique affirme la relation suivante :
Cette force s'appliquant sur le centre d'inertie est la résultante des diverses forces extérieures s'exerçant sur le système.
En se basant sur cette relation, la variation de la quantité de mouvement {\displaystyle \Delta {\vec {p}}}  peut être déterminée par la multiplication de la force moyenne exercée sur le système étudié par le temps d'action de cette force :

## Exemples

### Choc entre deux billes de billard
Le choc entre deux billes de billard se modélise par une collision élastique à une, deux ou trois dimensions.
Dans cet exemple, les équations de la conservation de la quantité de mouvement et de la conservation de l'énergie cinétique donnent, pour des billes de masses {\displaystyle m_{1}} et {\displaystyle m_{2}} ayant chacune une vitesse initiale {\displaystyle {\vec {u}}_{1}} et {\displaystyle {\vec {u}}_{2}} et une vitesse finale {\displaystyle {\vec {v}}_{1}} et {\displaystyle {\vec {v}}_{2}} :

## Sources bibliographiques
: document utilisé comme source pour la rédaction de cet article.
- Harris Benson (trad. Marc Séguin, Benoît Villeneuve, Bernard Marcheterre et Richard Gagnon), Physique 1 Mécanique, Édition du Renouveau Pédagogique, 2009, 4e éd., 465 p.
- Joseph W. Kane et Morton M. Sternheim (adaptation Michel Delmelle), Physique, Interédition, 1986, 775 p.